# Глісування

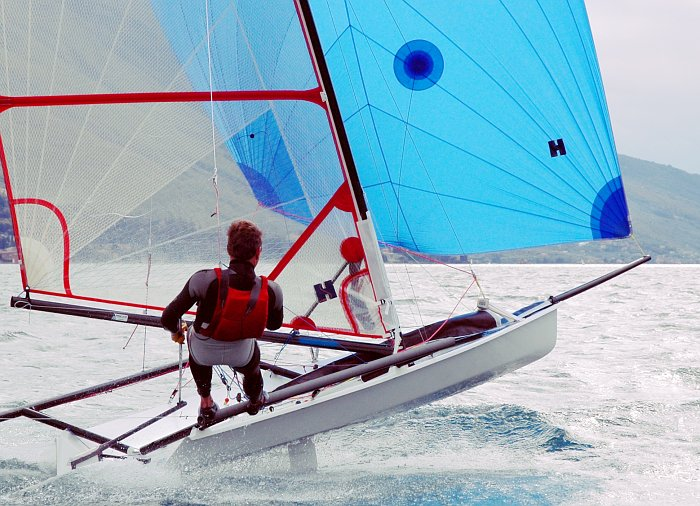

Глісування — це рух по воді, при якому предмет утримується на поверхні тільки за рахунок швидкісного напору води, тобто він ковзає по водній гладіні. При виході на глісування відбувається різке зменшення опору руху. Зусилля, необхідне для виходу на глісування, набагато перевищує зусилля, необхідне для підтримки цього режиму. Глісування є одним із прикладів руху в точці наднестійкої рівноваги.
При глісуванні сила підтримки спричинена в основному динамічною реакцією води, яка діє на поверхню дотичного з нею об'єкта, а роль гідростатичних сил незначна. Співвідношення між гідростатичними і гідродинамічними силами підтримки залежить від швидкості самого об'єкта. Оскільки зі збільшенням динамічних сил змінюється посадка, швидкісний режим характеризується діаграмою залежності занурення від  числа Фруда (Fr) за водотоннажністю {\displaystyle Fr={\frac {v}{\sqrt {g\cdot Lu}}}}, де {\displaystyle v} — швидкість об'єкта, {\displaystyle g=9.81}м/с2 — прискорення вільного падіння, {\displaystyle L} — вагова водотоннажність, {\displaystyle u} — питома вага води.
Наприклад, вітрильна дошка повністю виходить з води, перестає розсовувати її корпусом і починає ковзати, стрімко прискорюючись. Камінчик, запущений по воді також глісує коли стрибає по поверхні.
Також під глісуванням мають на увазі особливий режим руху судна. У водовміщующих суднах з круглоскулимими обводами обтікання супроводжується замивом бортів, що викликає збільшення повного опору. Щоб уникнути цих явищ, для швидкохідних суден застосовують гостроскулі обводи, іноді звані обводами типу Шарпі, що сприяють відриву води від корпуса. При Fr >> 2,5 такі обводи знижують опір судна порівняно з круглоскулими обводами. Підвищити мореплавство глісувальних суден і знизити перевантаження на хвилюванні можна шляхом додання до днища судна кілеватості. Разом з тим збільшення кілеватості спричинює зростання опору. Опір глісувальних суден може бути змінено завдяки застосуванню спеціальних уступів на днищі — реданів, однак мореплавство реданних суден трохи гірше. Для малих глісувальних суден (прогулянкові та спортивні катери) поряд з традиційними обводами застосовують обводи складної форми типу тримарана, морських саней з поздовжнім реданом, висувних гідролиж і т. д.
Для швидкохідних суден вибір як лінійного розміру кубічного кореня з водотоннажності більш обґрунтований, оскільки в процесі руху вона не змінюється на відміну від змоченої довжини днища, яка залежить від швидкості судна. Для наближеної кількісної оцінки різних режимів швидкохідності на діаграмі можна виділити 3 ділянки. В режимі плавання динамічні сили незначні, в перехідному режимі суміжні з гідростатичними силами, при глісуванні грають основну роль. З ростом швидкості збільшений гідродинамічний тиск на днище призводить до інтенсивного розтікання води впоперек днища, це супроводжується виникненням струменів і бризок, що вириваються біля борту. При цьому з'являється так званий бризковий опір.